# Sutton Benger
Sutton Benger – wieś w Anglii, w hrabstwie Wiltshire. Leży 52 km na północny zachód od miasta Salisbury i 136 km na zachód od Londynu.